# Prelska
Prelska este o localitate din comuna Velenje, Slovenia, cu o populație de 250 de locuitori.